# Kruipertje-associatie
De kruipertje-associatie (Hordeetum murini) is een associatie uit het kaasjeskruid-verbond (Arction).

## Naamgeving en codering
- Syntaxoncode voor Nederland (rVvN): r32Ab02

De wetenschappelijke naam Hordeetum murini is afgeleid van de botanische naam van de belangrijkste kensoort van de associatie: kruipertje (Hordeum murinum).

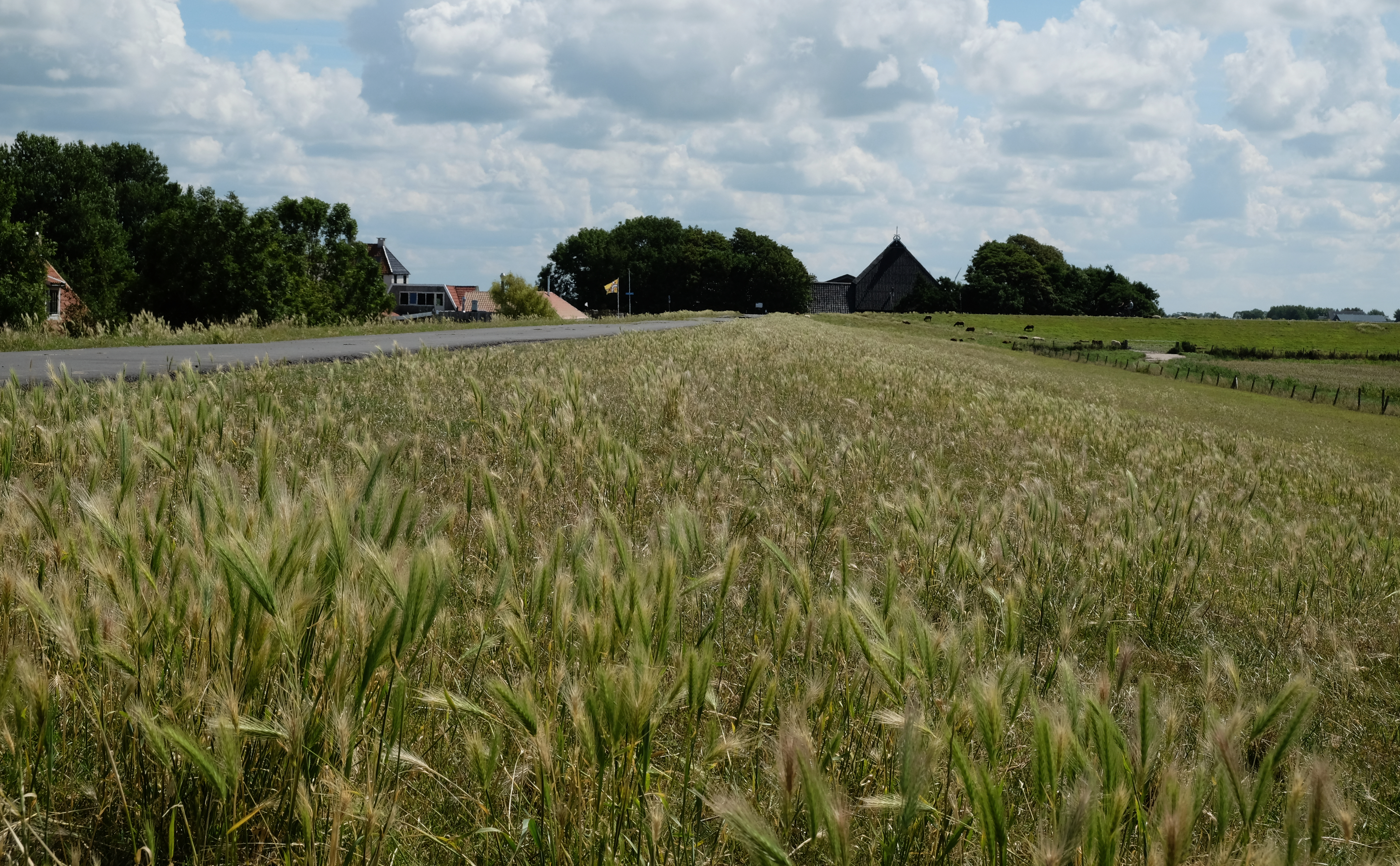
De kruipertje-associatie als dijkvegetatie op een door schapen begraasd dijktalud.

## Fysiognomie
De kruipertje-associatie heeft een variabel vegetatieaspect. Het komt zowel lintvormig, vlakdekkend als puntvormig voor. Wanneer het tussen plaveisel groeit, groeit het vaak in losse, niet-aaneengesloten segmenten.

## Ecologie
De associatie komt voor op droge, eutrofe grond die enigszins aan ruderale factoren onderhevig is. Doorgaans is het een cultuurvolgende associatie. Lintvormig treedt het op in bermen, op dijken en langs stoepranden. Puntvormig is het een algemene verschijning in boomspiegels en langs lantaarnpalen, jumboblokken, afzetpaaltjes, verkeersborden en transformatorhuisjes.

## Subassociaties in Nederland en Vlaanderen
In Nederland en Vlaanderen komen drie subassociaties van de kruipertje-associatie voor.

### Arme subassociatie
Een arme subassociatie (Hordeetum murini inops) is de meest algemene en soortenarmste subassociatie. Deze subassociatie wordt aangetroffen op zeer zonnige, niet door duinzand beïnvloedde standplaatsen. De syntaxoncode voor Nederland (rVvN) is r32Ab02a.

### Subassociatie met grote zandkool
Een subassociatie met grote zandkool (Hordeetum murini diplotaxietosum) is grotendeels beperkt tot West-Nederland, waar zij hoofdzakelijk wordt gevonden in zeedorpen en steden. Deze subassociatie ontwikkelt zich vooral op duinzand (zowel autochtoon als aangevoerd). Grote zandkool en zandhaver gelden als differentiërende taxa. De syntaxoncode voor Nederland (rVvN) is r32Ab02b.

### Subassociatie met kleine klit
Een subassociatie met kleine klit (Hordeetum murini arctietosum) verdraagt lichte beschaduwing, betreding en bemesting. Ze wordt gedifferentiërend door kleine klit, grote brandnetel, ridderzuring en witte dovenetel. De syntaxoncode voor Nederland (rVvN) is r32Ab02c.

## Diagnostische taxa
In de onderstaande synoptische tabel staan de belangrijkste diagnostische taxa van de kruipertje-associatie.
Kruidlaag
| Kentaxon | Diff.soort | Presentie | Triviale naam        | Botanische naam         | Opmerking |
| -------- | ---------- | --------- | -------------------- | ----------------------- | --------- |
| kA       | -          | 100%      | kruipertje           | Hordeum murinum         |           |
| kV       | -          | 20%       | klein kaasjeskruid   | Malva neglecta          |           |
| kO       | -          | 60%       | gewone raket         | Sisymbrium officinale   |           |
| bg       | -          | 75%       | Engels raaigras      | Lolium perenne          |           |
| bg       | -          | 60%       | gewoon varkensgras   | Polygonum vulgare       |           |
| bg       | -          | 30%       | ijle dravik          | Anisantha sterilis      |           |
| bg       | -          | 50%       | gewoon langbaardgras | Vulpia myuros           |           |
| bg       | -          | 50%       | herderstasje         | Capsella bursa-pastoris |           |
| bg       | -          | 40%       | grote zandkool       | Diplotaxis tenuifolia   |           |
| bg       | -          |           | geelrode naaldaar    | Setaria pumila          |           |
| bg       | -          |           | alaskadravik         | Bromus sitchensis       |           |
| bg       | -          |           | akkerwinde           | Convolvulus arvensis    |           |

## Fotogalerij

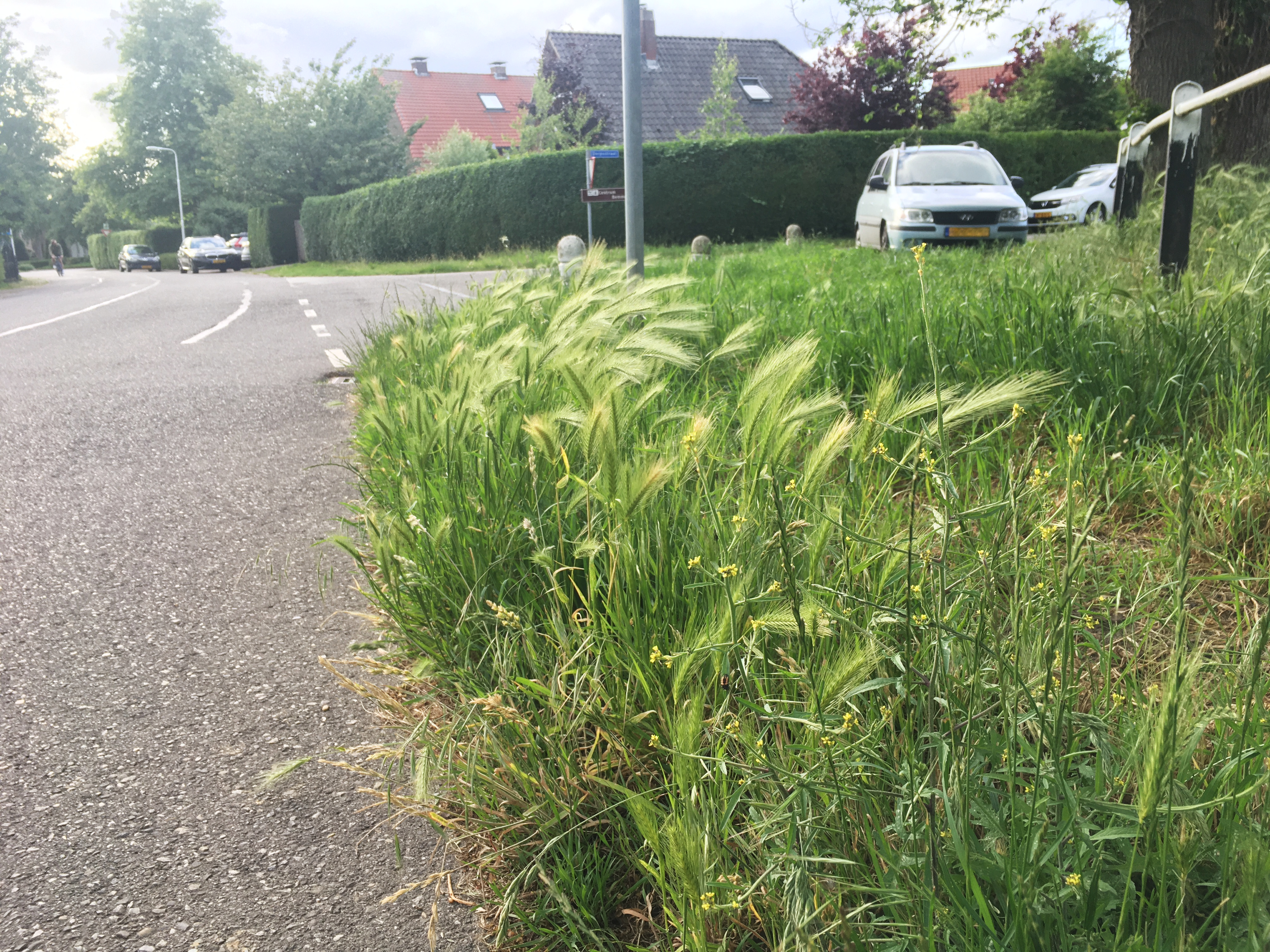
Close-up van de associatie in een ruderale straatberm
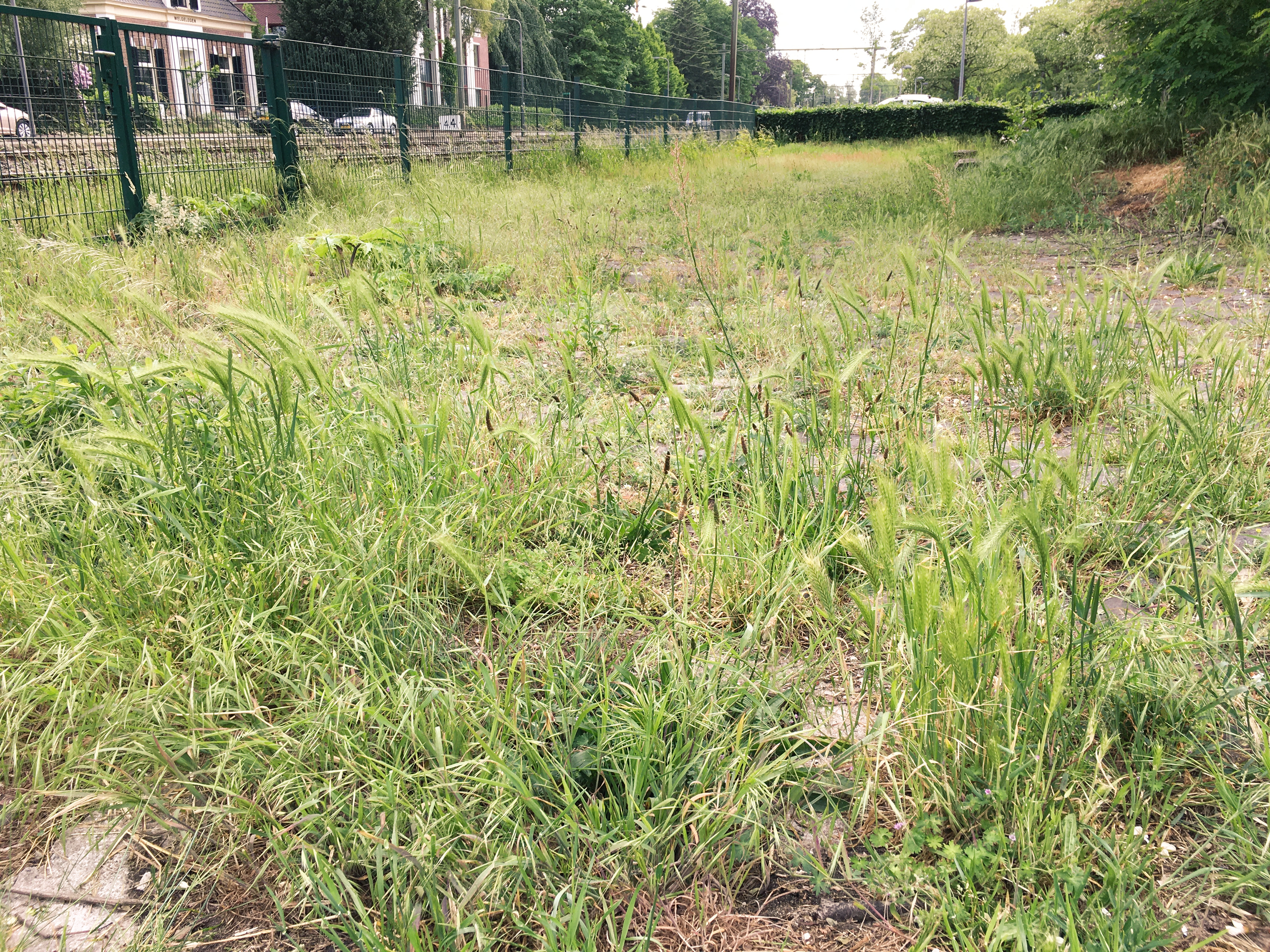
De kruipertje-associatie op een parkeerplaats
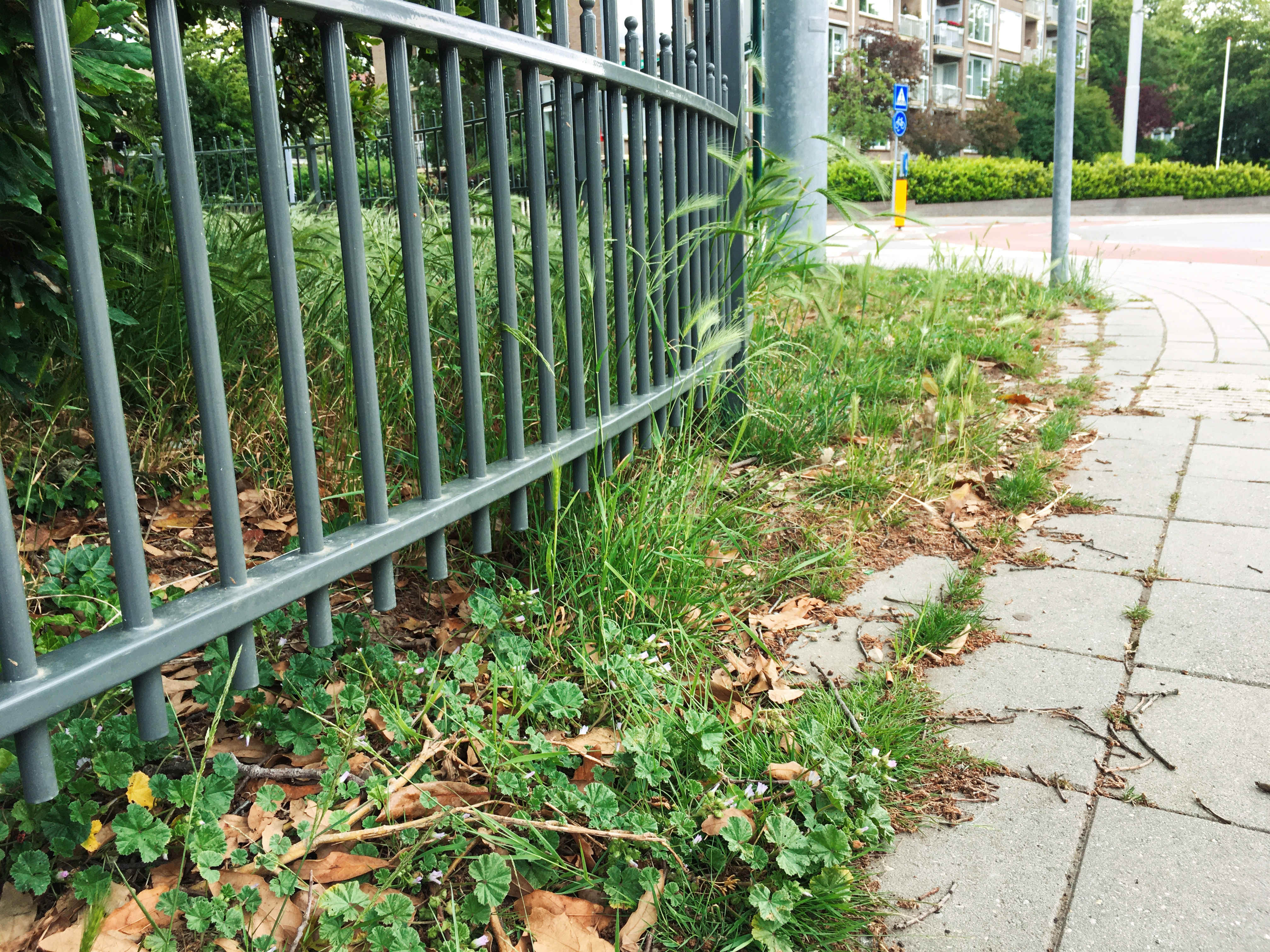
De kruipertje-associatie bij een trottoir
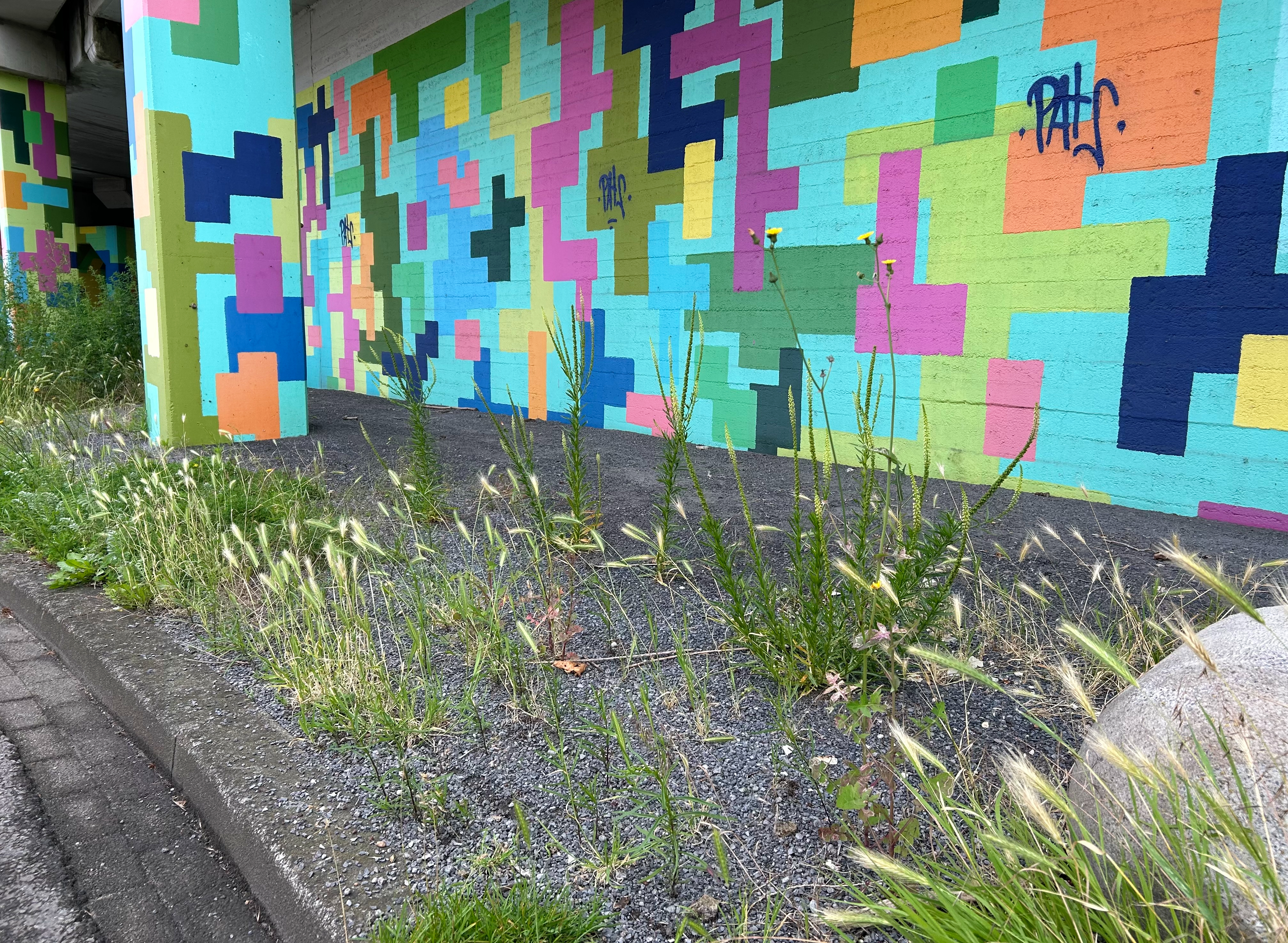
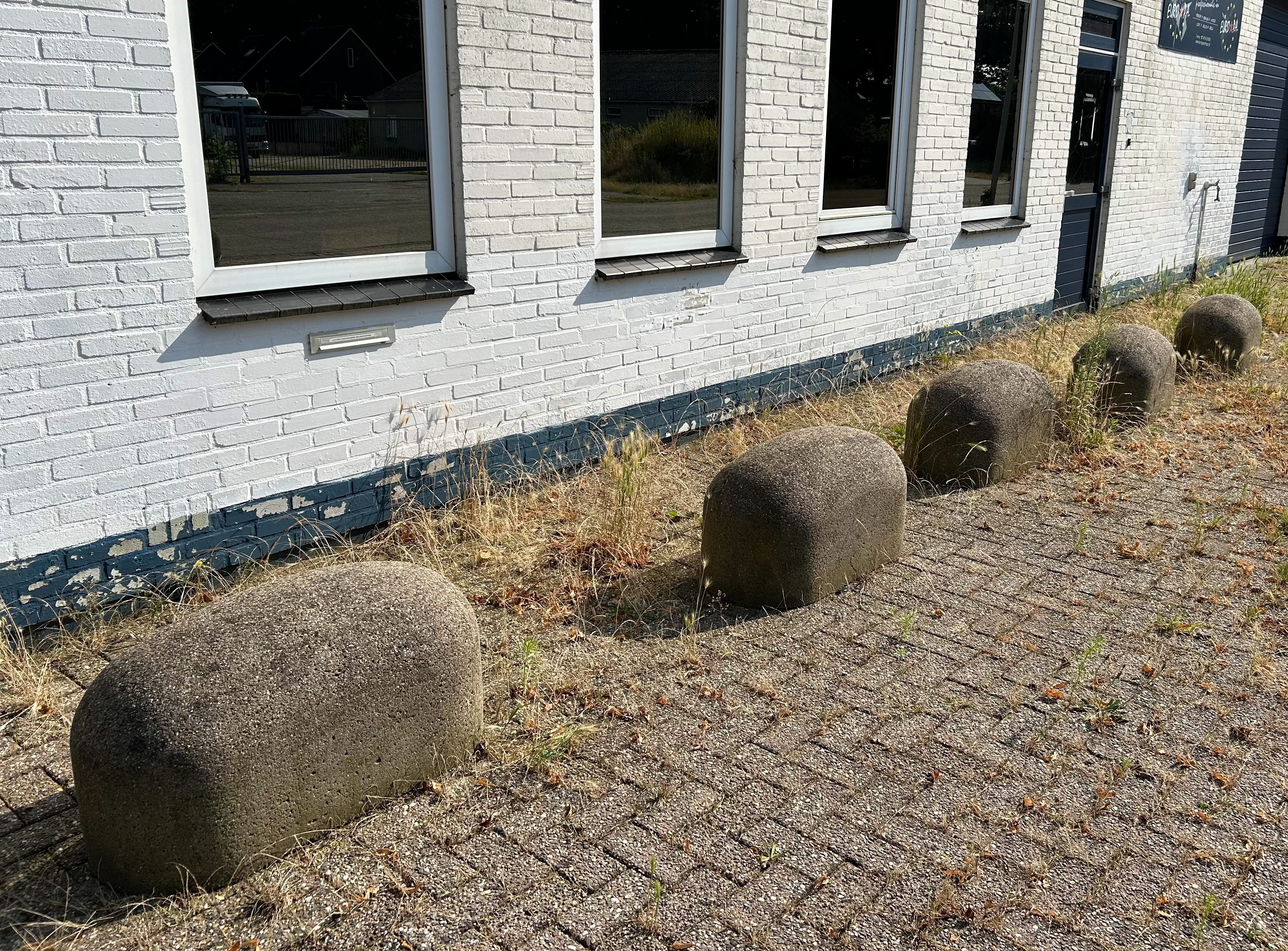
Zomeraspect van de associatie op een parkeerplaats met jumboblokken
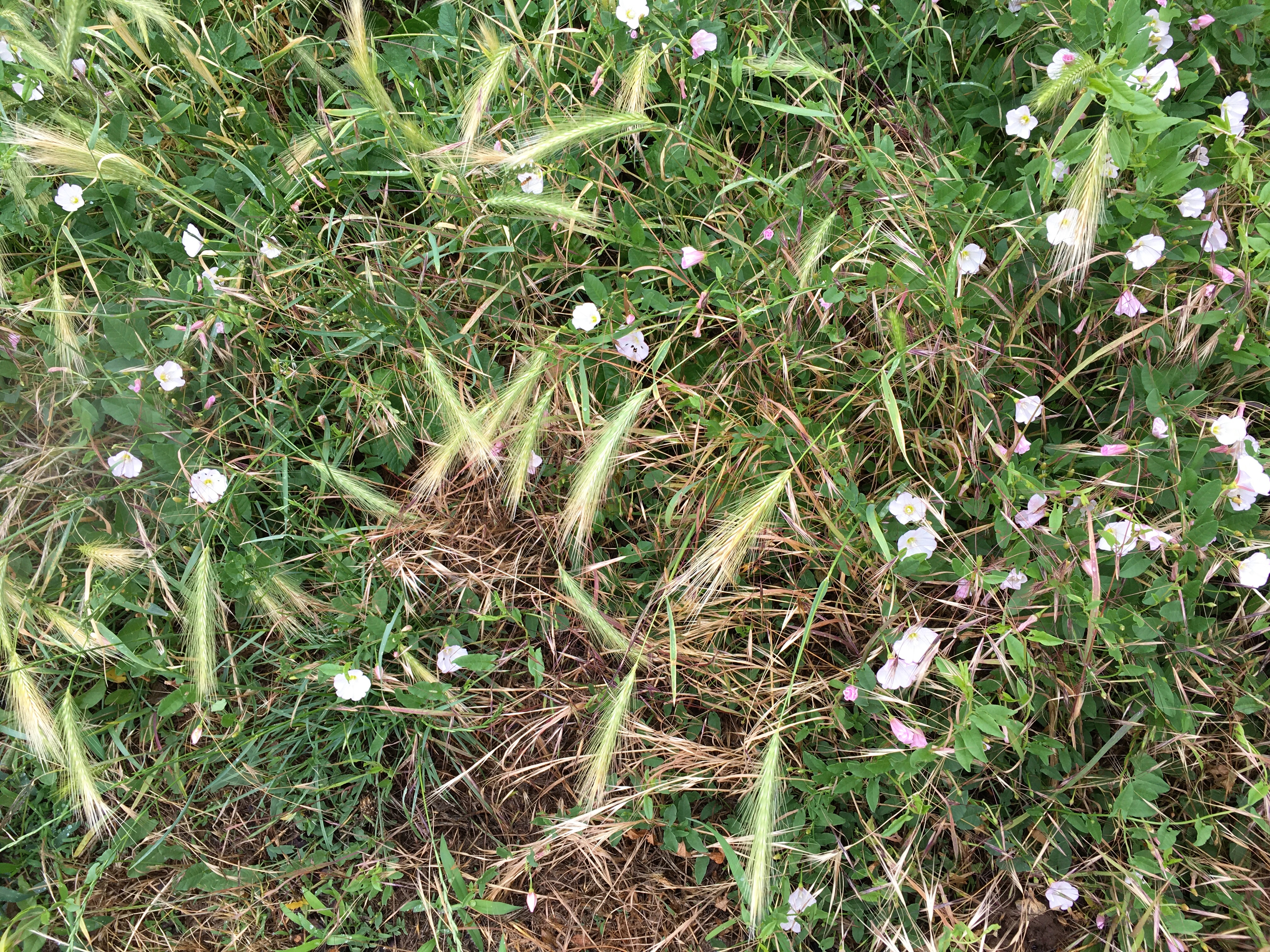
Close-up van de associatie met bloeiende akkerwinde